# Мілленіум (стадіон)
«Мілленіум» (англ. Millennium Stadium) — багатофункціональний стадіон у місті Кардіфф, Уельс, Велика Британія. Місткість — понад 74 500 глядачів. На стадіоні проводять свої ігри збірна Уельсу з регбі та збірна Уельсу з футболу, а також тут проводиться один із етапів серії Гран-Прі (Speedway Grand Prix) чемпіонату світу.

## Історія
Стадіон побудований та відкритий у 1999 році як регбійна спортивна споруда у рамках підготовки Уельсу до Кубка світу з регбі 1999 року. Нині арена є багатофункціональною і приймає різного роду спортивні змагання, у тому числі матчі з футболу.
Коли лондонський «Вемблі» був на реконструкції, «Мілленіум» прийняв шість фіналів Кубка Англії з футболу.
«Мілленіум» є другим за місткістю стадіоном у світі з повністю складальним дахом і був другим стадіоном у Європі, який має таку  функцію. До того, як у 2014 році на полі арени замінили природне покриття на штучне, стадіон був першим за місткістю стадіоном зі складальним дахом у світі серед арен з натуральним газоном.
У 2015 році Регбійний союз Уельсу оголосив 10-річний спонсорський контракт з Князівською будівельною асоціацією, після чого стадіон отримав комерційну назву «Князівський», яку носить з початку 2016 року.
3 червня 2017 року арена приймала Фінал Ліги чемпіонів між «Ювентусом» та мадридським «Реалом».